# Vólnoie (Astracan)
|  | Per a altres significats, vegeu «Vólnoie». |

Vólnoie (en rus: Вольное) és un poble de l'óblast d'Astracan, a Rússia, segons el cens del 2010 tenia 2.035 habitants.